# Герб Комсомольска-на-Амуре
Герб Комсомольска-на-Амуре Хабаровского края Российской Федерации.
Герб внесён в Государственный геральдический регистр Российской Федерации под регистрационным номером 969.

## Описание герба
«В лазоревом (синем, голубом) поле оконечность того же цвета, окаймлённая серебром и обременённая также лазоревым, окаймлённым серебром, поясом, вверху выщербленным, а внизу чешуйчатым; восходящее из-за неё золотое сияющее солнце (без изображения лица), имеющее лучи попеременно укороченные и вписанные; поверх всего — стоящий на узкой золотой оконечности золотой юноша, раздвигающий руками наклоненные половины продольно расторгнутой зелёной ели, основаниями половин ствола упирающихся в золотую узкую оконечность по сторонам от ног юноши, а ветвями уходящей за лазоревую оконечность и края щита, просветы между ветвями — золотые».

## История герба

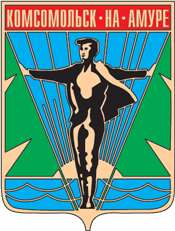
Герб Комсомольска-на-Амуре (1967 год)

В апреле 1967 года Городским Советом депутатов трудящихся Комсомольска-на-Амуре был объявлен открытый конкурс на лучший эскиз герба города.
Конкурсная комиссия рассмотрело более 200 работ, и 6 июня 1967 года Исполком городского Совета депутатов трудящихся по результатам конкурса, утвердил герб города по проекту московского художника, члена Союза художников РСФСР Б. Л. Стариса.
Герб имел следующее описание:

С именем этого города открывается одна из славных страниц истории Ленинского комсомола. Комсомольск-на-Амуре стал первой Всесоюзной ударной комсомольской стройкой в нашей стране. Первые строители — комсомольцы, приехавшие на дикий берег Амура 10 мая 1932 года, являлись ударным трудовым десантом в таёжных просторах страны. Они начали беспримерный поход советской молодежи на Восток своей Родины: в Сибирь, на Дальний Восток. Десятки ударных комсомольских строек возникли и возникнут в безлюдных таёжных местах. И там, куда приходят тысячи и тысячи юношей и девушек, загораются огни великих гидроэлектростанций, встают города, расцветают сады, золотом пшеницы покрываются необозримые поля.
Молодость, неукротимая творческая энергия, воля к победе, возвышенная романтика — эти характерные особенности легендарного города комсомольской славы должны были быть отражены в его гербе.
Эти основные символы запечатлены в гербе города Комсомольска-на-Амуре. Он лаконичен по рисунку, но выразителен по содержанию. Главным в гербе является изображение молодого человека. Он в рабочей одежде строителя. Лицо юноши открыто всем ветрам. Зелёный цвет — символ тайги. Мощным размахом сильных рук юноша-строитель, человек-творец раздвигает вековую тайгу, чтобы построить город своей мечты, город-центр индустрии и культуры далекой окраины своей Родины.
Рисунки на гербе точно указывают адрес молодого таёжного города. Внизу синь и белые барашки волн таёжной реки Амур. Над синей гладью восходит солнце — самый распространенный и поэтому понятный каждому символ Дальневосточной нашей земли.
Основой герба взят обычный геральдический щит. Цвет золотой — это цвет молодости, мечты, неисчерпаемых богатств Приамурья. И это цвет высокой награды Комсомольска-на-Амуре — ордена Ленина.

В 1990 году по результатам первого всесоюзного геральдического «Хит-парада» на лучший городской герб — герб города Комсомольска-на-Амуре был признан абсолютным победителем.
30 декабря 1994 года Постановлением главы администрации города Комсомольска-на-Амуре Хабаровского края № 1424 об утверждении Положения о гербе города герб был переутверждён. Новое описание гласило:

Герб выполнен на щите французской геральдической формы. В центре щита — фигура молодого человека. Он в рабочей одежде строителя. Лицо юноши открыто всем ветрам. Мощным размахом сильных рук юноша-строитель-человек-творец раздвигает вековую (голубую) тайгу. У ног юноши — синь и белые барашки волн таёжной реки Амур. Над синей гладью восходит золотое (желтое) солнце, устремляясь лучами ввысь.

В 1999 году герб Комсомольска-на-Амуре и его описание были доработаны, и в 2000 году герб внесён в Государственный геральдический регистр РФ.